# Francisco Alejandro Nebel
Francisco Alejandro Nebel o bien Francisco Nebel Abbes y nacido como Franz Alexander von Nebel Habes  (Hamburgo-Altona, Ducado de Holstein, 12 de abril de 1804 - Valparaíso, República de Chile, 12 de enero de 1881) fue un comerciante y empresario germánico que controlaba desde 1820 junto a otros parientes los intereses de las casas comerciales peleteras inauguradas en 1812 por su padre Bernardo Nebel en Sudamérica, en especial la de Buenos Aires, capital de la provincia homónima y de las ya independizadas Provincias Unidas del Río de la Plata, en donde permaneció desde 1825 hasta 1827 y pasara durante la guerra del Brasil a la ciudad de Valparaíso en la nueva República de Chile, que no formaba parte de dicha contienda, para poder expandir el negocio familiar y transformarse en hacendado en el año 1839, y en donde en 1851 fue uno de los fundadores del Cuerpo de Bomberos, siendo dos de sus hijos, Carlos y el futuro sargento mayor Alberto Nebel Ovalle, de los primeros voluntarios del mismo. 

## Biografía hasta la migración a Buenos Aires

### Origen familiar y primeros años

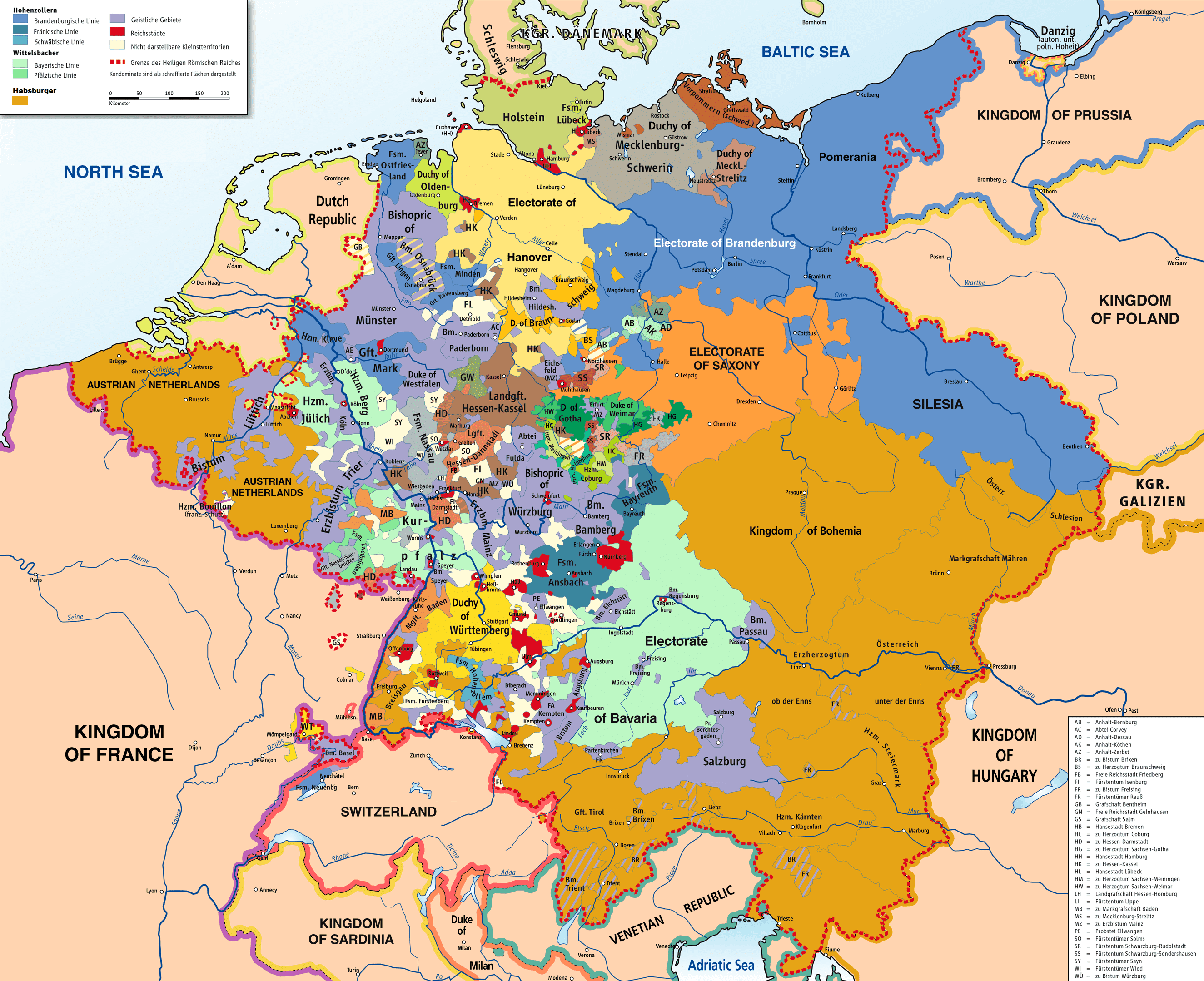
El Sacro Imperio Romano Germánico en vísperas de la Revolución francesa en 1789.

Francisco Alejandro Nebel había nacido el 12 de abril de 1804 en la localidad de Hamburgo-Altona del Ducado de Holstein, el cual estaba en ese entonces en unión personal con el Reino de Dinamarca y Noruega, y al mismo tiempo formaba parte del nominal Sacro Imperio Romano Germánico hasta que este desapareciera en el año 1806, a consecuencia de la derrota militar a manos del ejército francés del emperador Napoleón Bonaparte.
Era el tercero de los ocho hijos de Bernhard von Nebel Schroeder (Coblenza del Electorado de Tréveris, Sacro Imperio Romano Germánico, 1775 - Hamburgo-Altona, Ducado de Holstein en unión personal con el Reino de Dinamarca, Confederación Germánica, 24 de octubre de 1847) y de Mary Elisabeth Habes Barrimachner (Hamburgo-Altona, 1779 - ib., 1848).
Sus abuelos paternos eran el librepensador germánico Johann Nikolaus von Nebel (Coblenza, 6 de diciembre de 1752 - ib. del Reino de Prusia, Confederación Germánica, 4 de noviembre de 1828), alcalde napoleónico de Coblenza desde 1804 hasta 1808, y su cónyuge Anna Margarethe Schroeder (n. ca. 1754 - Coblenza, 29 de noviembre de 1801).
Era bisnieto paterno del rico comerciante germánico Bernhard von Nebel (n. Tréveris, ca. 1722) y pariente del conde Anton Franz von Nebel —o bien Antonio Francisco de Nebel— (n. ca. 1720) que había testado en el año 1788, además de ser un descendiente de los antiquísimos nobles Von Nebel del Sacro Imperio.

### Empresario peletero de Argentina

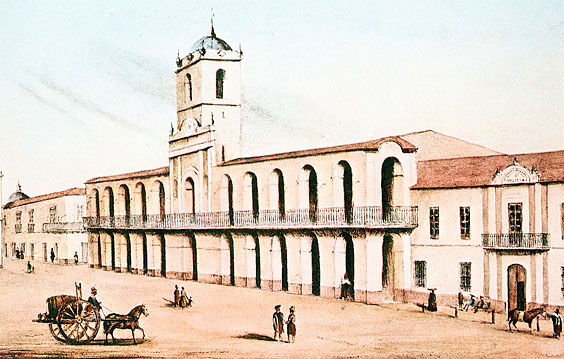
El Cabildo de Buenos Aires (litografía de Alberico Isola, del).

Con dieciséis años de edad con algunos parientes viajaban esporádicamente a Sudamérica para controlar los intereses de las casas comerciales que habían sido inauguradas por su padre Bernardo Nebel en el año 1812, y en el año 1825 volvió con su hermano Fernando Ernesto Nebel (n. Hamburgo-Altona, 1809) y otros familiares.
Finalmente ambos hermanos se terminaron por radicar en la ciudad de Buenos Aires, capital de la provincia homónima y del nuevo país separado del Imperio español —independizado de forma fáctica desde 1810 y de manera formal desde 1816— llamado Provincias Unidas del Río de la Plata.
La rioplatense Banda Oriental seguía siendo ocupada por el Imperio del Brasil que la había renombrado como Provincia Cisplatina desde 1817 hasta 1825, por lo que los exiliados orientales liderados por los generales Juan Antonio Lavalleja y Manuel Oribe —que ya habían combatido contra la Invasión luso-brasileña junto al general José Gervasio Artigas— y apoyados por la logia Caballeros Orientales, organizaron desde la provincia de Buenos Aires una expedición militar con el objetivo de expulsar a los brasileños y reunir la Provincia Oriental con las demás provincias argentinas.

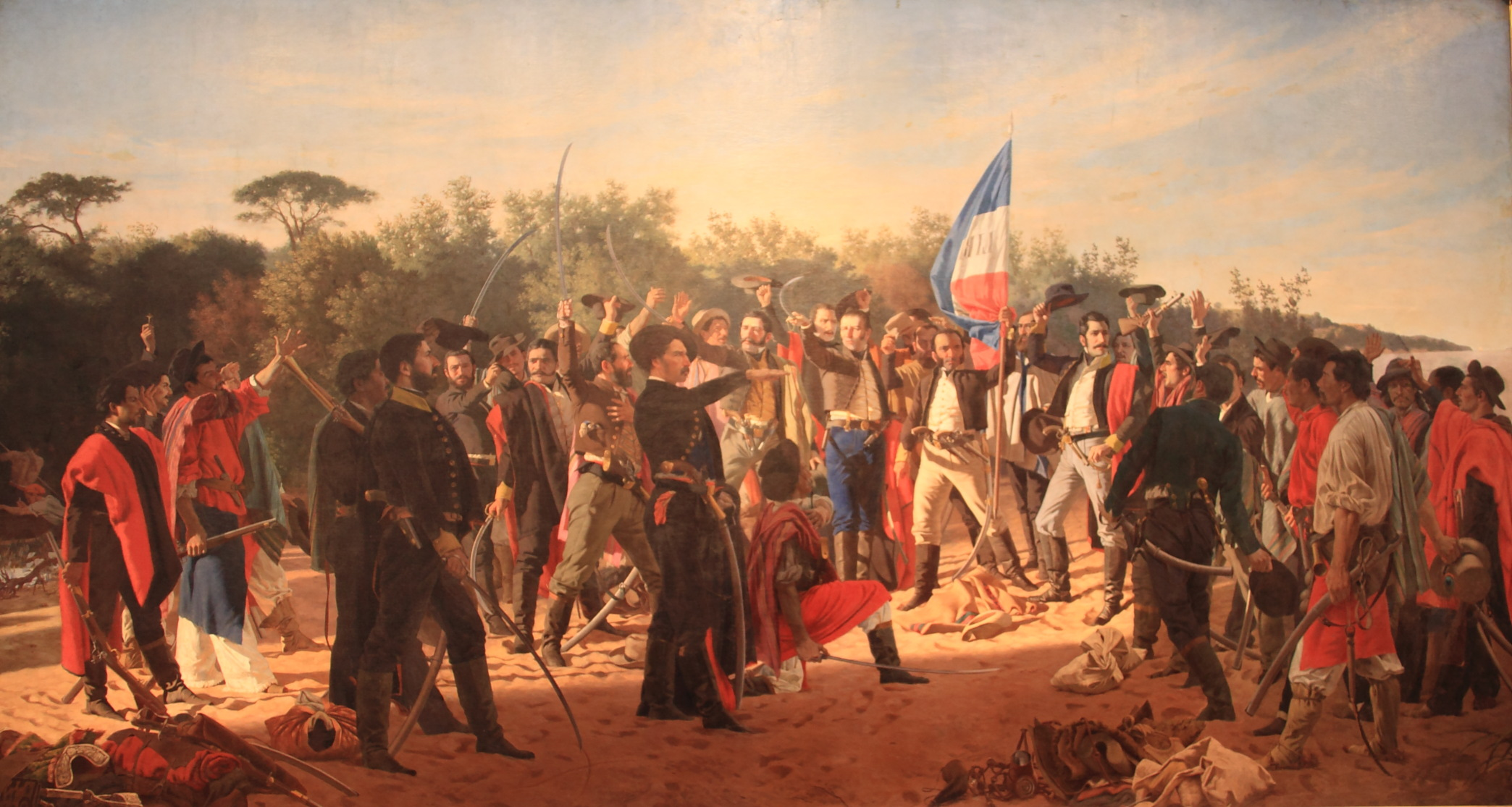
El Juramento de los Treinta y Tres Orientales enarbolando su bandera en la playa de la Agraciada (óleo de Juan Manuel Blanes, en el museo homónimo).

Los ricos saladeristas y ganaderos como el brigadier Juan Manuel de Rosas, un representante de suma importancia de la facción, al igual que los hacendados Julián Panelo de Melo, Miguel Riglos, Ramón Larrea, Félix de Álzaga, Juan Pedro Aguirre y Mariano Fragueiro, entre otros, habían aportado una buena cantidad de dinero para la campaña independizadora, ya que veían un peligro para sus intereses por haber visto mermados sus mercados regionales debido a que la ocupación brasileña traía la competencia de sus similares riograndenses que se nutrían de las arreadas de ganado oriental cimarrón.
La Cruzada Libertadora de la expedición de los Treinta y Tres Orientales que había contado con el ya citado apoyo de logias independentistas, además del financiamiento de algunos ganaderos bonaerenses, logró reincorporar la Provincia Oriental a las demás rioplatenses, por lo que ocasionó la guerra del Brasil desde 1825 hasta 1828.

## Empresario y hacendado de Chile

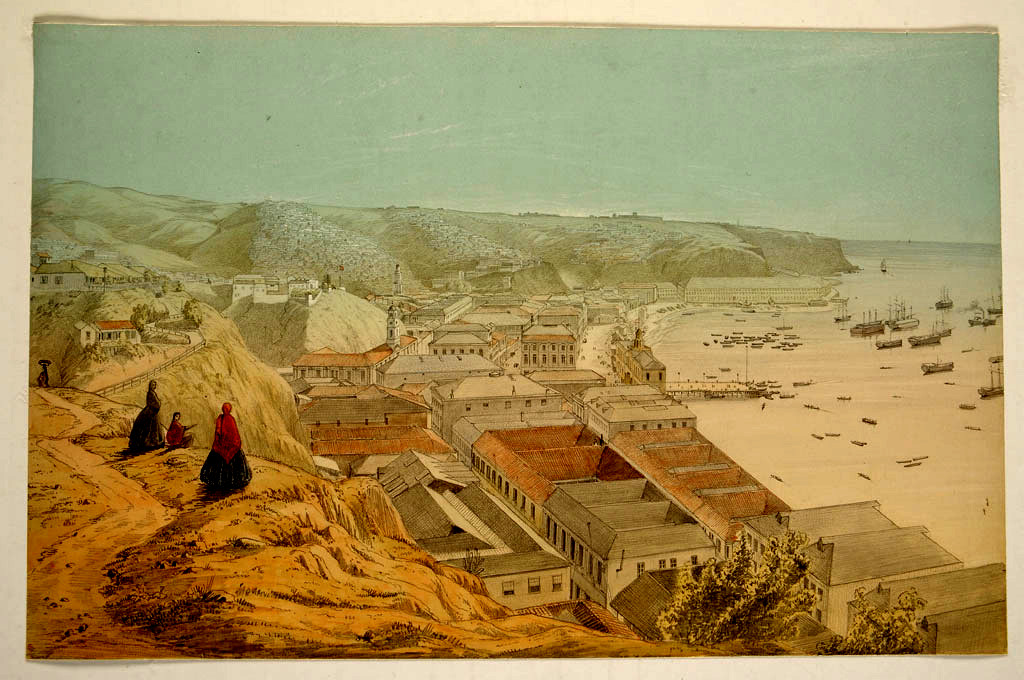
Acuarela de la ciudad de Valparaíso en el.

### Empresa familiar en Valparaíso
Durante dicha guerra, Francisco Nebel y algunos parientes mudaron su residencia a la ciudad de Valparaíso en el año 1827, para expandir la empresa familiar a la República de Chile que estaba fuera de la contienda, y su joven hermano Fernando Nebel de unos dieciocho años de edad se quedó en la ciudad de Buenos Aires para seguir cuidando los intereses y beneficios de la empresa paterna.

### Sociedad Nebel-Lezica-Peña
Con un capital de 19.000 pesos chilenos, Nebel constituyó una sociedad comercial el 27 de febrero de 1839 con el cónsul argentino Sebastián de Lezica y Vera Pintado (n. Buenos Aires, e/ 1 y 27 de enero de 1791) —un primo de Ambrosio de Lezica Torre Tagle y por ende, tío segundo de Ambrosio Plácido de Lezica— el cual fallecería el 4 de mayo de 1840, y con su sobrino Francisco de la Peña para la explotación de una hacienda en la estancia Laguna Verde, ubicada en las cercanías de Valparaíso.

## Fundador del Cuerpo de Bomberos de Valparaíso

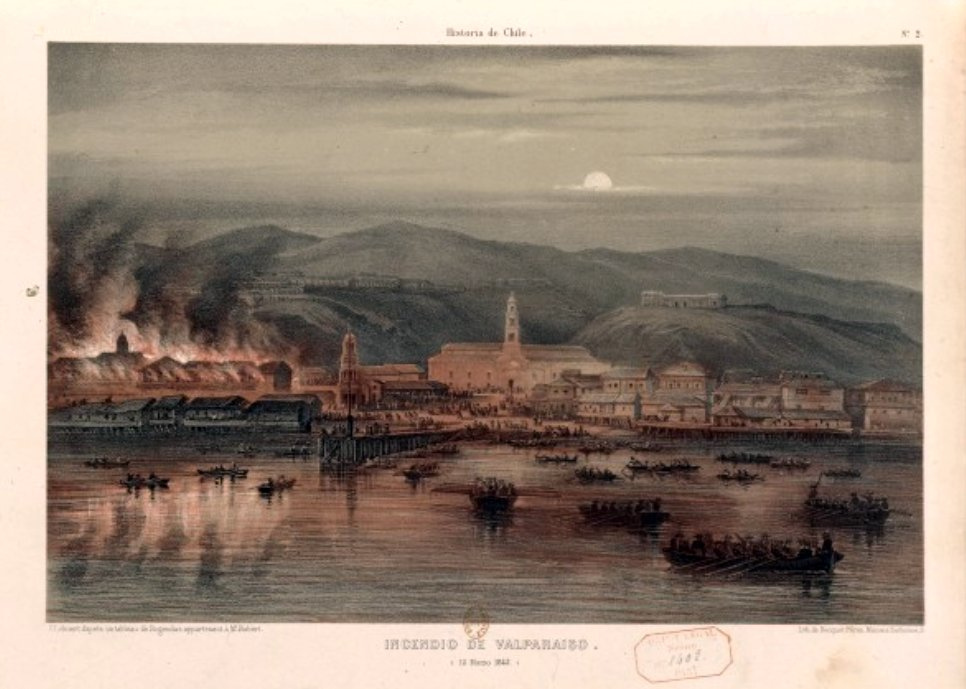
Ilustración del incendio de la ciudad de Valparaíso en el año 1850.

### Primer intento frustrado
Para hacer frente a los frecuentes incendios urbanos de Valparaíso, Francisco Nebel con otros empresarios extranjeros de la ciudad encargaron en 1836 dos bombas de palanca en los Estados Unidos de América y por uno de los más fuertes siniestros ocurrido el 8 de marzo de 1843, hubo un inicial intento de formar el primer cuerpo de Bomberos Voluntarios, pero esto por desgracia de Valparaíso no prosperó.

### Comisionado de recolección de fondos

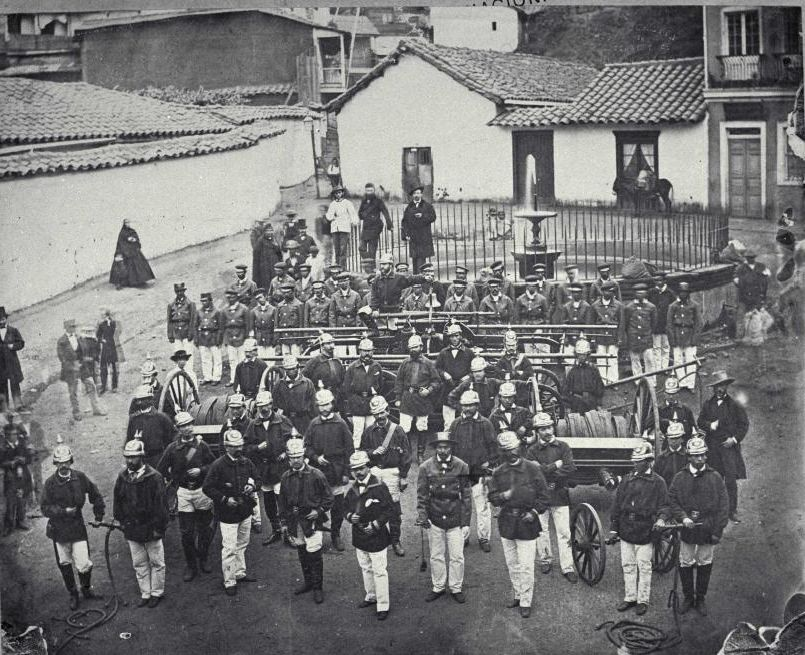
Cuerpo de Bomberos de Valparaíso en 1853.

De esta forma, para lograr de una vez el éxito de los objetivos, Nebel conformó el 16 de enero de 1851 una comisión de recolección de fondos para la adquisición de materiales e implementos antiincendios con Carlos Lamarca, H. Nud y H. Ward.
Dicha comisión se unió a otra paralelamente creada el 16 diciembre de 1850 por José Santiago de Melo Mendoza, intendente suplente de la provincia de Valparaíso, con los destacados vecinos Guillermo Müller, Orge L. Hobson, Otto Udhe, Juan Brown, Martín Stevenson, E. Mickle, José Cerveró, Nicolás Gatica y José Tomás Ramos, la cual también recomendaba formar compañías de voluntarios.

### Primeras compañías y fundación del Cuerpo de Bomberos
Ambas comisiones en el teatro de la Victoria y ante gran cantidad de vecinos el 30 de abril del año siguiente informaron los objetivos cumplidos, y si bien la Primera Compañía había sido establecida el 6 de junio, la Segunda Compañía el día 9 y la Primera Compañía de Escalas y Hachas el día 10, fundaron oficialmente el Cuerpo de Bomberos de Valparaíso el 30 de junio de 1851.
Dos de sus hijos, Carlos en 1858 y Alberto Nebel Ovalle en 1863, formarían parte del mismo.

## Empresario minero de Coronel y deceso

### Sociedad Nebel-Rojas
Nebel se asoció con el empresario minero Ramón H. Rojas, en el año 1860, en cuyo establecimiento de Coronel había una población de 650 personas y de ellos 160 eran trabajadores, y en el año 1864 llegó a tener la sociedad Nebel-Rojas cinco minas que producirían unas 3.500 toneladas anuales de carbón, empleaban a unos 300 trabajadores y por medio del ferrocarril se llevaban alrededor 2.000 toneladas a los puertos de Coquimbo, Totoralillo e Iquique para ser embarcados.

### Compra de minas y endeudamiento
Posteriormente Nebel compró las minas de la sociedad en 1865, que por un contrato de compra y venta de minerales, comenzó a recibir importantes sumas en adelanto por la sociedad Urmeneta-Errázuriz, por lo que las deudas llegaron a alcanzar a $148.552,85 pesos chilenos.
Como consecuencia de la deuda adquirida entregó las minas en usufructo a dicha sociedad acreedora para que las trabajase hasta que se cobrase lo adeudado, pero como se habían reservado el derecho de no continuar con el usufructo y de cobrarse con las garantías del contrato, una serie de casas en Valparaíso de propiedad de Nebel servirían para saldarla, y de hecho, las mismas pasaron a ser propiedad de la sociedad en 1870.

### Fallecimiento
El empresario germánico-chileno Francisco Alejandro Nebel falleció el 12 de enero de 1881 en la ciudad de Valparaíso de la República de Chile.

## Matrimonio y descendencia
El empresario Franz Alexander von Nebel Habes se unió en matrimonio el 24 de diciembre de 1829, en la Chacra Lo Boza de Renca, con María del Carmen Sinforosa Ovalle Idiarte (Quillota, Chile, 18 de julio de 1818 - Valparaíso, 15 de agosto de 1889), la primogénita de la noble Lorenza Idiarte Olivares (n. ca. 1788) y de su esposo, el hacendado hispano-chileno Juan Agustín Ovalle Medina (n. ca. 1770) —cuya bisabuela Ana de Esparza y Jofré, enlazada con el capitán Francisco de Ovalle Briseño, era una descendiente de Francisco de Aguirre Meneses, gobernador de Chile y del Tucumán, además de fundador de las ciudades de La Serena y Santiago del Estero, y a través de su tatarabuelo, el capitán y maestre de campo Francisco de Ovalle Zapata que fue el primer propietario de la estancia «Quebrada de Casablanca», era a su vez, nieto del hidalgo Francisco Rodríguez del Manzano y Ovalle de Villena quien fuera tres veces alcalde ordinario de primer voto del Cabildo de Santiago de Chile en 1613, en 1619 y en 1640, además de ser un descendiente de los señores de sus apellidos y de la Casa Manuel de Villena— ambos padres de María del Carmen se habían enlazado en la ciudad de Valparaíso en el año 1804.
Fruto del enlace entre Francisco Alejandro Nebel y María del Carmen Ovalle nacerían quince hijos:
- María del Carmen Nebel Ovalle[29] (n. Valparaíso, ca. 1835).
- Francisco Nebel Ovalle[29][30] (n. ib., ca. 1836) que se casó con Teresa Errázuriz y Errázuriz,[30] una hija de Manuel Antonio Errázuriz Salas[30] y de su cónyuge y prima Rosa Errázuriz Mayo.[30]
- María Isabel Nebel Ovalle[13][29][31] (ib., 1837[13][31] - Santiago de Chile, 30 de junio de 1920) quien se había enlazado en Valparaíso el 28 de marzo de 1856[13][31] con el coronel Zócimo Errázuriz Valdivieso[13] (Santiago,[13] 18 de diciembre[13] de 1833[13] - Valdivia, 7 de marzo de 1902), diputado suplente[13] sucesivo por Rancagua, Angol, Nacimiento y Melipilla,[13] además de hermano de monseñor Crescente Errázuriz y un sobrino de Rafael Valentín Valdivieso, ambos arzobispos de Santiago en diferentes épocas —estos tres últimos eran descendientes de familias patricias del Cono Sur— y eran los bisabuelos de ambos hermanos, la noble Dominga Maciel Lacoizqueta (n. ca. 1740) y su cónyuge concuñado José Ciriaco Fernández de Valdivieso Arbizu y Herrera Cabrera (n. Santiago de Chile, ca. 1739) quien fuera el hermano menor de Isidora Fernández de Valdivieso (n. Córdoba del Tucumán, 1726) —la abuela del teniente coronel unitario argentino Juan Estanislao y de su hermana Juana María del Campo, que estaba casada con el jurista patriota argentino Miguel Mariano de Villegas, y este a su vez, era el hermano del prócer chileno Hipólito Francisco de Villegas— y también de María Juana Paula Fernández de Valdivieso Herrera (n. ib., ca. 1731), la madre de Francisca de Paula Verdugo y Fernández de Valdivieso que al casarse con Ignacio de la Carrera y de las Cuevas concebirían a los hermanos Carrera.[26][27][32][33]
- Alejandro Martín Nebel Ovalle[29][34] (n. ib., 11 de noviembre de 1839 - f. Santiago, 10 de marzo de 1901).[34]
- Carlos Guillermo Nebel Ovalle[29][21] (ib., 1840 - ib, 6 de junio de 1897) quien fuera voluntario en la Cuarta Compañía de Bombas Valparaíso o "La Española" desde 1858 hasta mediados de 1864 que se disolvió, debido a la noticia de la ocupación española de las islas Chincha del Perú que ocasionó la guerra hispano-sudamericana en 1865, y en este último año se pasó el 9 de enero a la neofundada Cuarta Compañía "Bomba Blanco Encalada".[21]
- Carmen Nebel Ovalle[29] (n. ca. 1841).
- Rodolfo Nebel Ovalle[29] (n. ca. 1842).
- Carolina Nebel Ovalle[29] (n. ca. 1843).
- Luisa Nebel Ovalle[29] (n. ca. 1844).
- Alberto Nebel Ovalle[28][26][27] (Valparaíso, Chile, ca. 1845 - Iquique, Chile, 18 de abril de 1886) que siendo mayor de edad hacia 1863 —siguiendo el ejemplo de su hermano Carlos— fue miembro de la Segunda Compañía "Bomba Germania", en la cual llegaría a ser capitán a principios del año 1879,[21] y respetándole su rango, como militar del Ejército de Chile participó durante la guerra del Pacífico y fallecería con el rango de sargento mayor.
- Julia Nebel Ovalle[29] (n. ca, 1846).
- Emilia Matilde Nebel Ovalle[29] (n. ca. 1847).
- Agustín Celestino Nebel Ovalle[29] (n. ca. 1848).
- Adela Nebel Ovalle[29][35][36] (n. ca. 1849) se unió en matrimonio hacia 1865 con Francisco Donoso Vergara[35][36] (n. ca. 1839 - f. ca. 1882),[36] propietario de la décima parte de la salitrera Lagunas[36] —un hijo del político Francisco de Paula Donoso Vergara (1807-1888) y su esposa Ann Arnolds— y tuvieron por lo menos a Francisco[36] (n. ca. 1866), a Rosario Donoso Nebel[35][36] (n. 1867) que se casó con el diplomático Víctor Borgoño Dávila[35] y quienes dejarían descendencia,[35] además de los menores Ricardo[36] (n. ca. 1870), Samuel[36] (n. ca. 1871) y María Adela Donoso Nebel[36] (n. ca. 1872) que eran adolescentes al momento de fallecer su padre.[36]
- Tomás Eduardo Nebel Ovalle[29] (n. ca. 1850).

## Homenajes
- En la ciudad de Concordia, las tierras del saladero que heredara su sobrino bisnieto, el empresario industrial Eduardo Nebel Panelo[37] —un hijo del hacendado uruguayo Eduardo Nebel Nin y de su cónyuge Isolina Panelo Rivas— en la provincia argentina de Entre Ríos y que posteriormente donara lotes a sus trabajadores, en conjunto estos se transformarían en el nuevo barrio Nébel en honor al apellido de dicha ilustre familia.[38]
- La ciudad de Concordia (Argentina) en honor a su apellido nombró a una porción de costa con arena sobre el río Uruguay como playa Nébel.